# Fiódor Stravinski

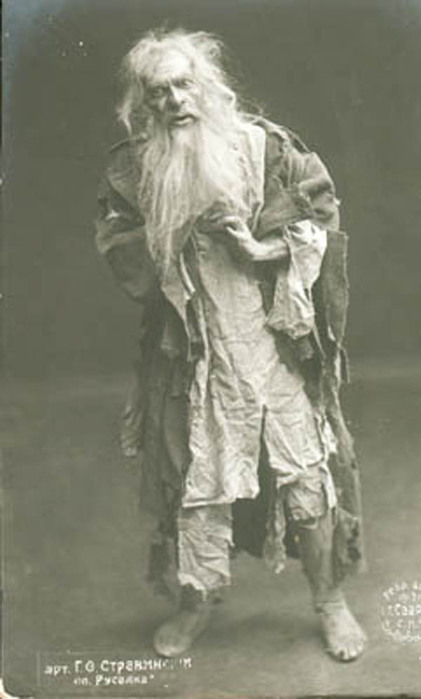
Fiódor Stravinski como el molinero en la ópera Rusalka de Dargomyzhski

Fiódor Ignátievich Stravinski (en ruso: Фёдор Игнатиевич Стравинский, 20 de junio (8 de junio en el calendario juliano) de 1843, gobernación de Minsk, Imperio ruso - 4 de diciembre (21 de noviembre en el calendario juliano) de 1902, San Petersburgo) fue un bajo de ópera y actor ruso-ucraniano. Fue padre de Ígor Stravinski y abuelo del pianista y compositor Sviatoslav Soulima Stravinski.
Stravinski comenzó su carrera en Kiev antes de trasladarse a San Petersburgo, donde cantó en el Teatro Mariinski durante 26 años, desde 1876 hasta 1902. Fue considerado sucesor de Ósip Petrov y adquirió renombre por su excelente talento dramático. Considerado el bajo principal de la Ópera Imperial, fue enterrado en el Cementerio Novodévichi en San Petersburgo. Sus memorias son inestimables.
Stravinski creó varios personajes de las óperas de Chaikovski:
- Su Alteza en Vakula el Herrero en 1876
- Dunois en La doncella de Orleans en 1881
- Mamýrov en La hechicera en 1887.

y de Nikolái Rimski-Kórsakov:
- Moroz (Rey Escarcha) en La doncella de nieve en 1882.

- Datos: Q1001867
- Multimedia: Fyodor Stravinsky / Q1001867